# Otto Büchner
 (janvier 2018).
Pour les articles homonymes, voir Büchner.
Otto Büchner était un violoniste allemand, né à Nuremberg le 10 septembre 1924, mort le 28 septembre 2008 à l'âge de 84 ans.

## Biographie
Büchner est connu des amateurs en tant que spécialiste des sonates pour violon de Jean-Sébastien Bach. Il a fondé en 1962 un orchestre de musique de chambre basé à Munich. Il a enseigné au Conservatoire de Musique de Munich. Il a également été premier violon de l'Orchestre de l'Opéra d'État de Bavière (associé à Carlos Kleiber pendant de nombreuses années), ainsi que l'Orchestre philharmonique de Munich.
Un extrait des Concertos brandebourgeois, où il joue en tant que soliste, dirigé par Karl Richter, a été retenu pour figurer sur le Voyager Golden Record, posé à bord des sondes spatiales Voyager lancées en 1977, parmi une sélection de musiques du monde entier considérées comme emblématiques.
Son interprétation du morceau « Erbarme dich » de la Passion selon saint Matthieu, avec Julia Hamari au chant, est jouée en ouverture du film Le Sacrifice du cinéaste russe Andreï Tarkovski.
Otto Büchner jouait un violon attribué à Antonio Stradivari daté de 1727.